# Bolhrad
Bolhrad (Oekraïens: Болград) is een stad in het zuiden van Oekraïne, in de oblast Odessa bij de grens met Moldavië. De stad is het bestuurlijk centrum van het gelijknamige rajon. Het maakte deel uit van het Ottomaanse Rijk in Bessarabië.
De stad werd in 1821 gesticht. Een groot deel van de bevolking is van Bulgaarse afkomst.